# Sanderum Kirke
Sanderum Kirke är en kyrka som ligger i Sanderum fem kilometer sydväst om centrala Odense.

## Kyrkobyggnaden
Kyrkans äldsta delar är från 1100-talet och består av långhus med kor i öster och  en halvrund absid i romansk stil. Torn i väster, vapenhus vid tornets södra sida samt korsarmar vid långhusets norra och södra sidor har tillkommit i sengotisk tid. Sakristian är inhyst i absiden öster om koret.
På korets norra vägg finns romanska kalkmålningar från omkring år 1200. Dessa är delvis täckta av gotiska valv. I korbågen och i korvalvet finns kalkmålningar från omkring år 1525.

## Inventarier
- Dopfunten av gotlandskalksten är från andra hälften av 1200-talet.
- Altartavlan är utförd av Claus Bergs verkstad omkring år 1515.
- Predikstolen är daterad till år 1631.
- Orgeln är tillverkad år 1861 av Demant & Søn och är ombyggd år 1952 och 1978.

## Bildgalleri

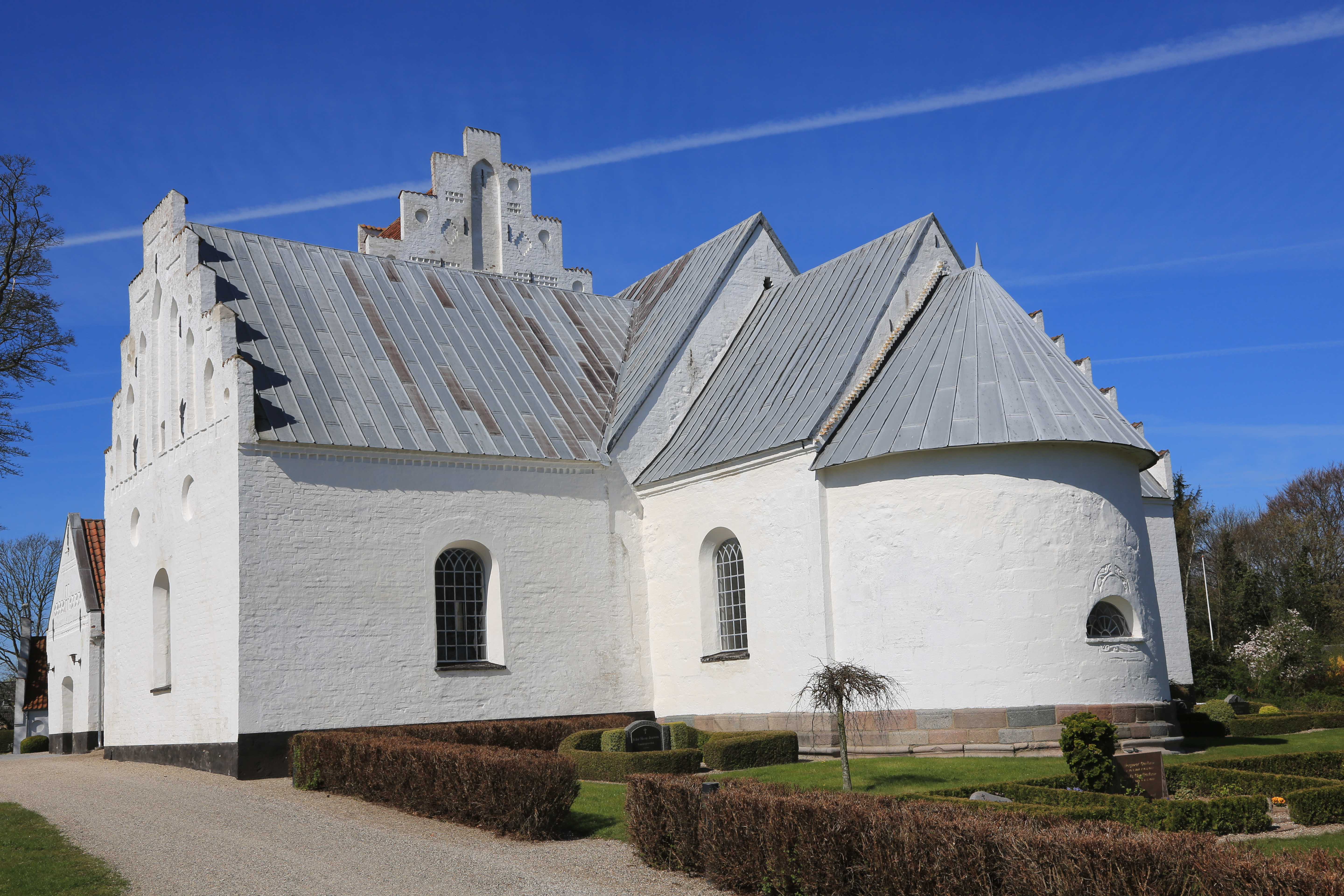
Kyrkan från sydost
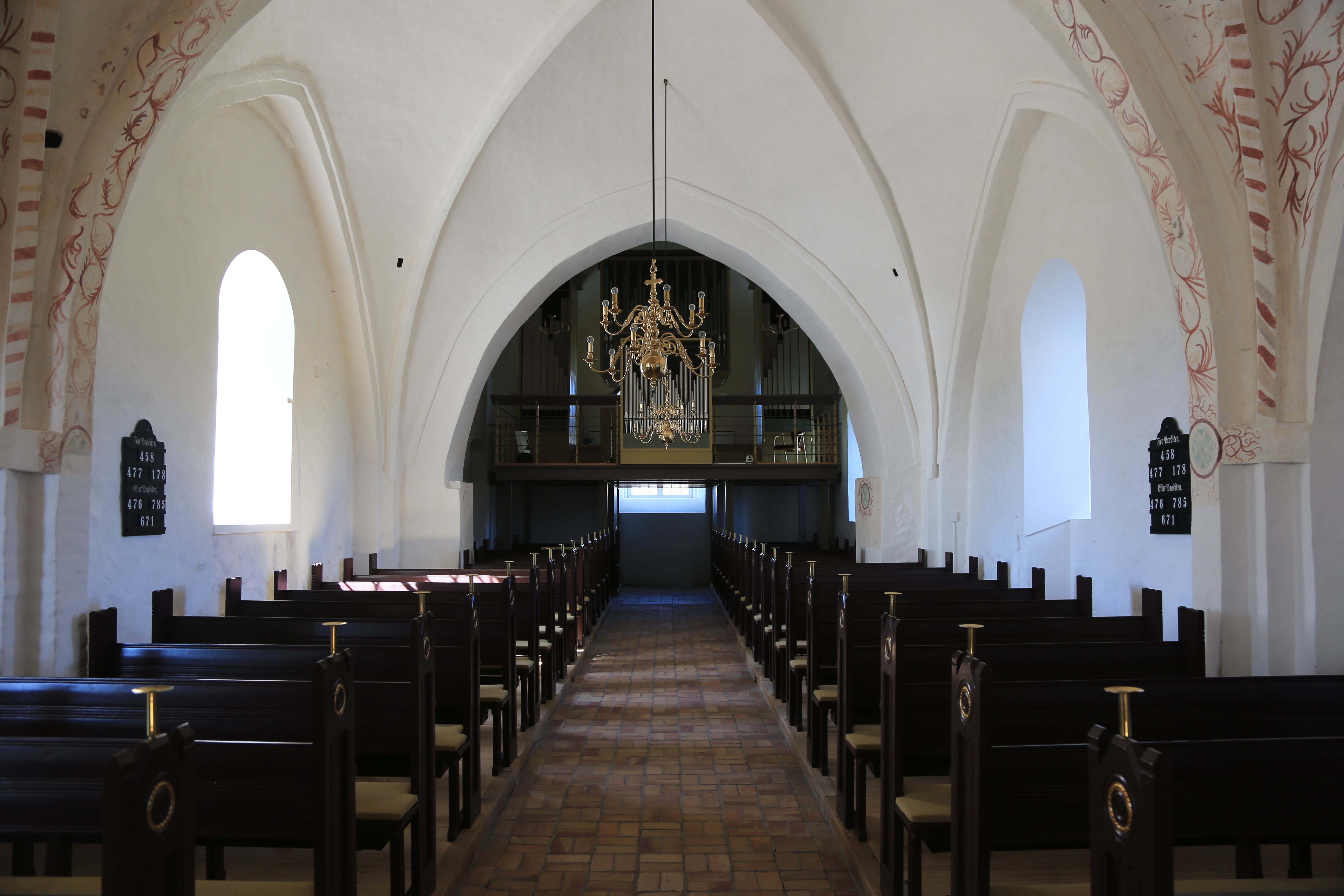
Kyrkorummet mot väster
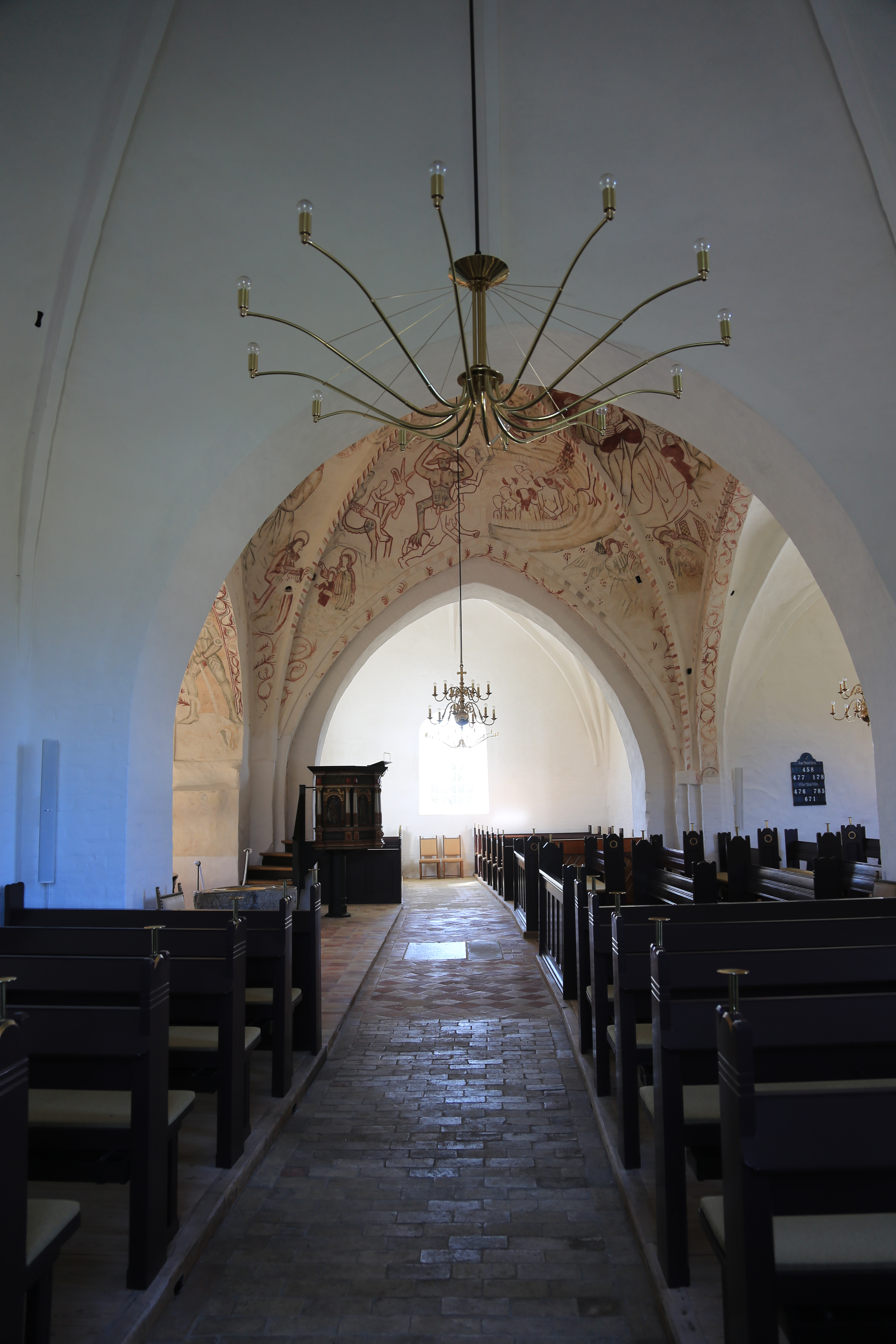
Vy från norra korsarmen
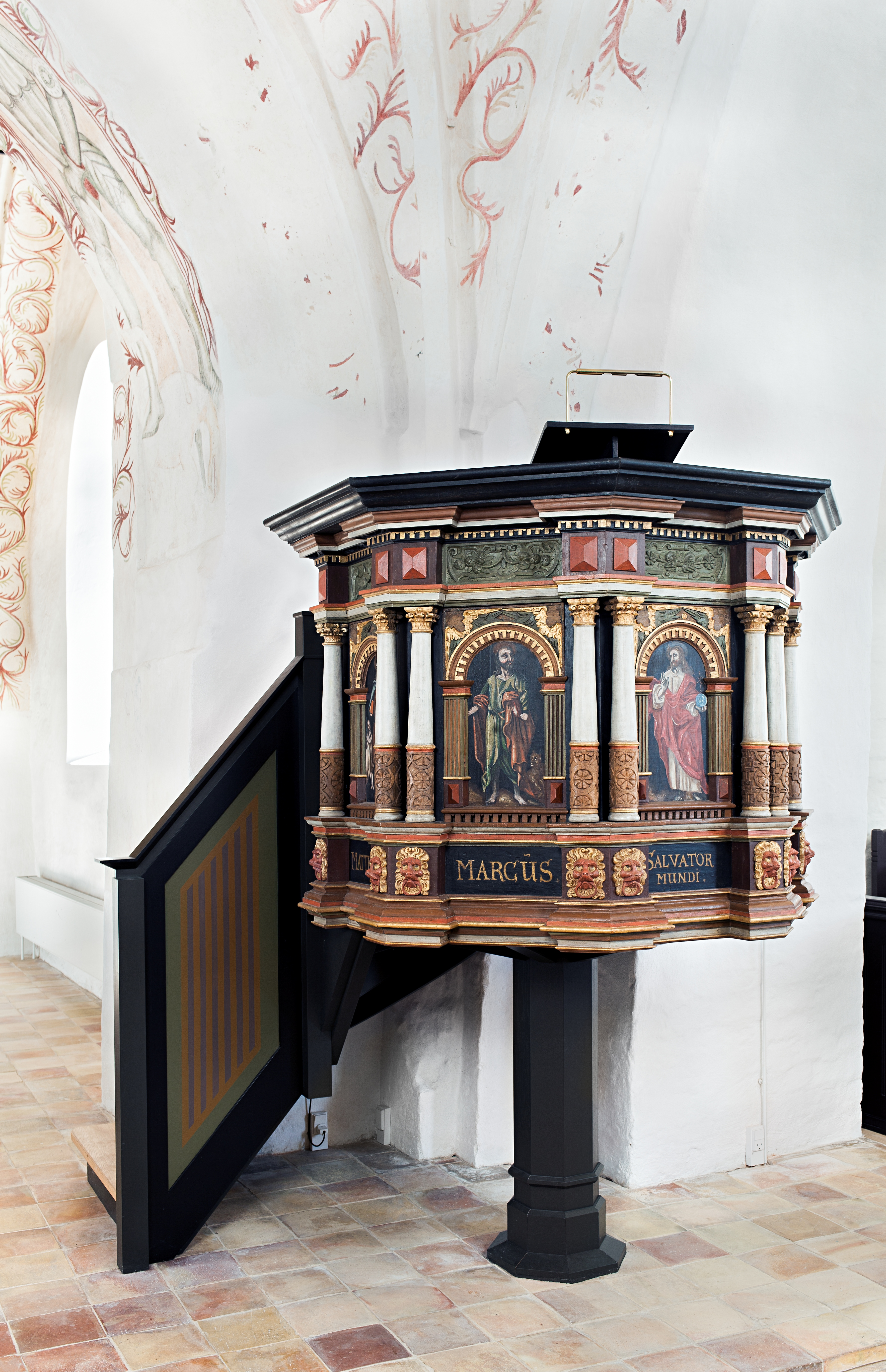
Predikstol
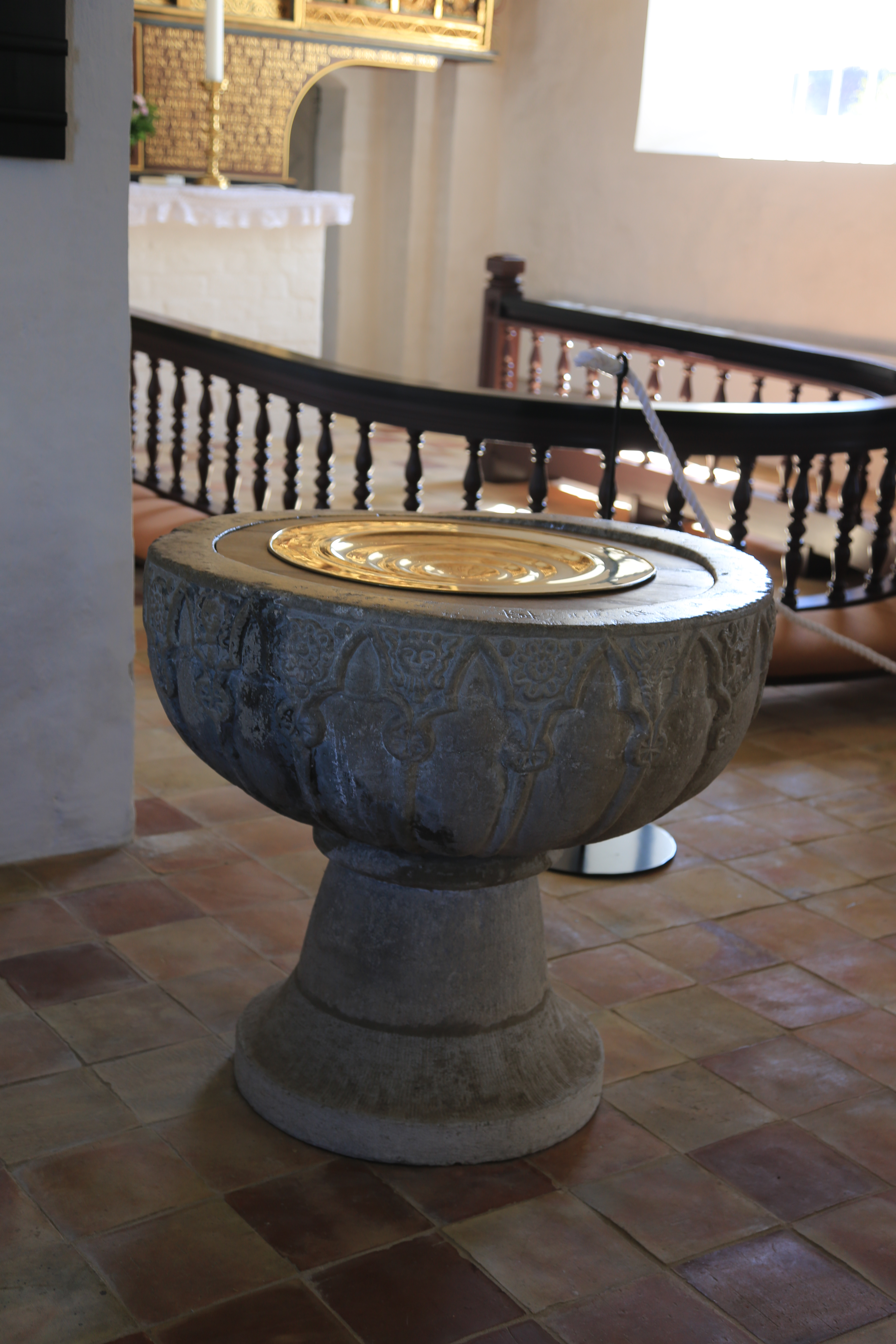
Dopfunt
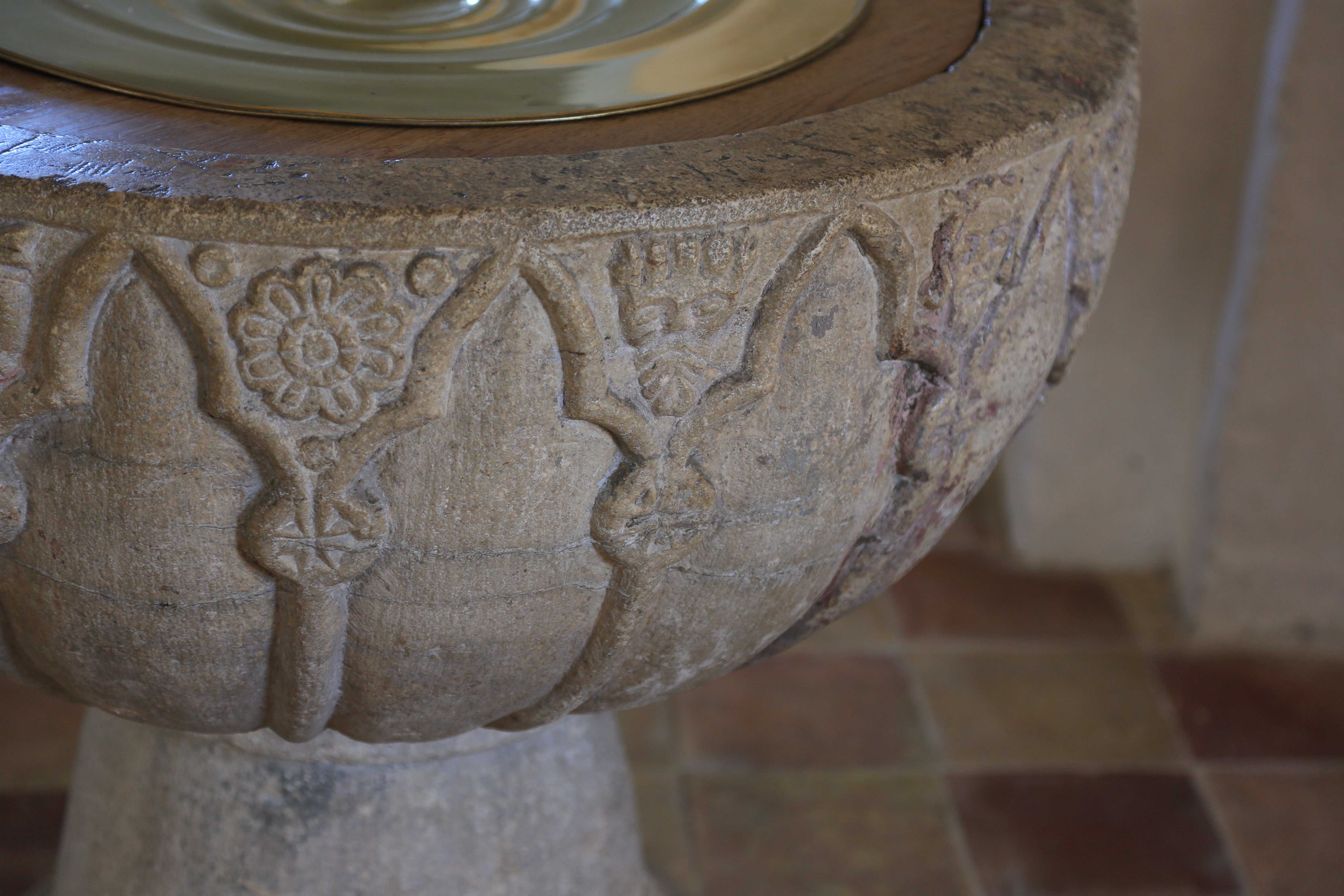
Närbild på dopfunt
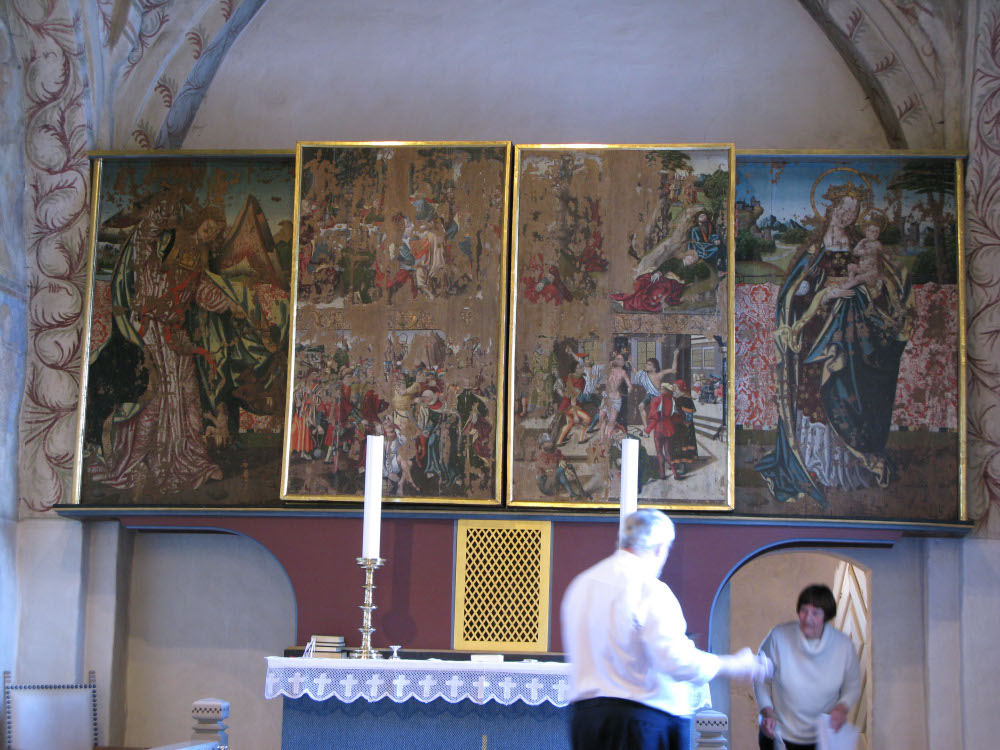
Altartavlan
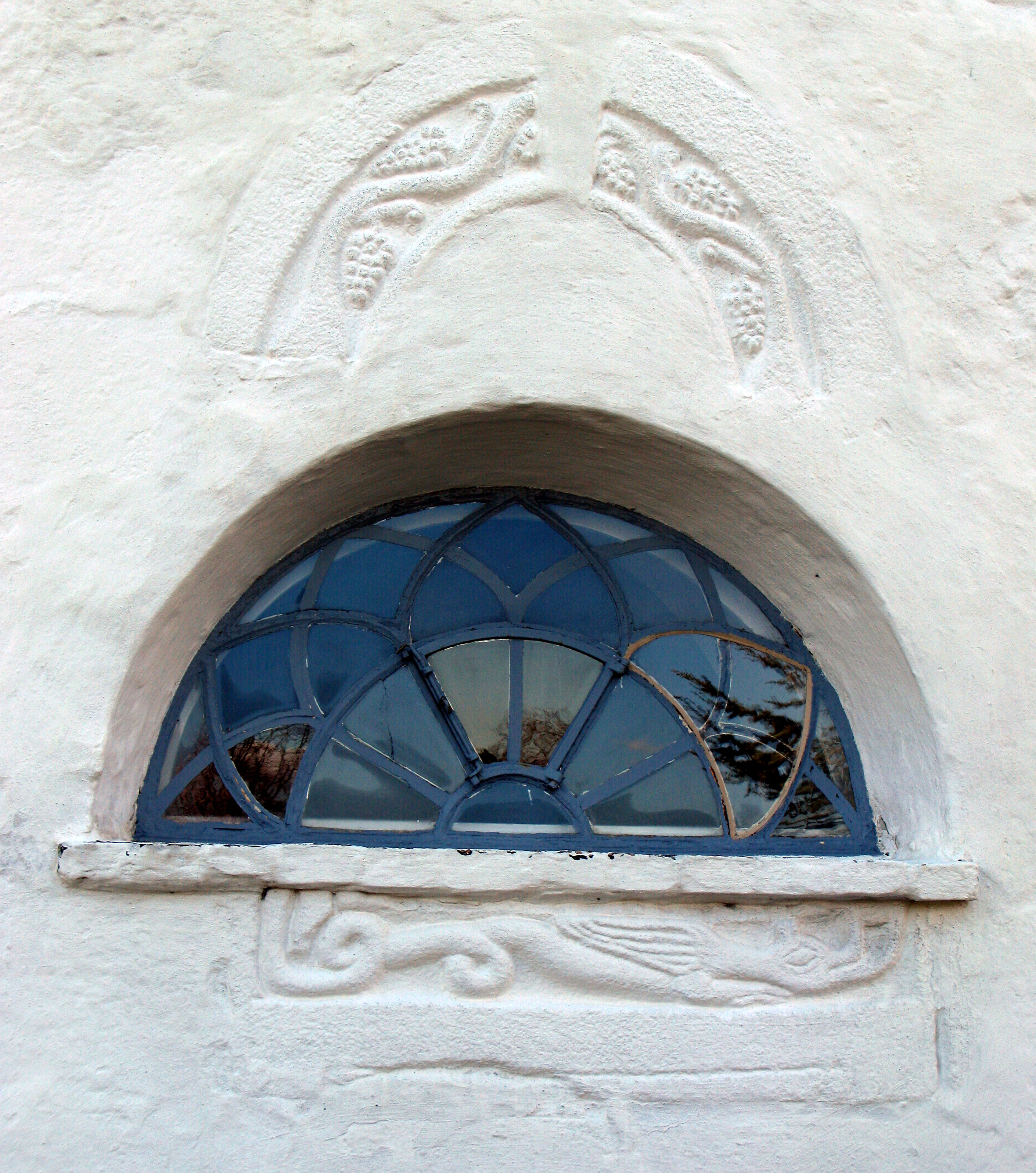
Absidens östra fönster